# Joachim Adrian von Rhede
Joachim Adrian von Rhede (* um 1620; † nach 1660) war Domherr in Münster.

## Leben
Joachim Adrian von Rhede, Spross des niederländischen Zweigs des ursprünglich westfälischen Adelsgeschlechts Rhede, entstammte der emsländischen Familie von Rhede zu Brandlecht, die von der 2. Hälfte des 15. Jahrhunderts bis 1715 Inhaber des Lehens über die Burg Brandlecht war. Joachim Adrian war der Sohn des Johann Albrecht von Rhede zu Brandlecht und Saesfeld und dessen Gemahlin Agnes Sybille von Asbeck zu Gaer.
Am 13. Juni 1653 wurde er von seinem Bruder Johann Heinrich für die Dompräbende des verstorbenen Domherrn Rembert Ketteler präsentiert. Am 17. Juli des Jahres nahm er die Präbende in Besitz, wogegen Ferdinand von Fürstenberg bei der Kurie in Rom Klage erhob. Es war hier strittig, ob Joachim Adrian berechtigter Besitzer geworden ist. Durch die Suspendierung und Exkommunikation des Domdechanten Bernhard von Mallinckrodt wurde der Turnus verändert, was der Fürstbischof nicht berücksichtigt hatte. Schließlich einigte man sich zunächst derart, dass Joachim Adrian zugunsten des Herzogs Johann Friedrich von Braunschweig-Lüneburg verzichtete, im Gegenzug er aber von seinem Bruder Johann Heinrich die Präbende erhielt. Tags darauf änderte Joachim Adrian seine Meinung und wollte nun zugunsten Fürstenbergs verzichten unter der Voraussetzung, dass dieser seine Klage in Rom zurückzieht. So verzichtete er im Jahre 1656 und bat am 1. August 1659 erneut um Zulassung. Das Domkapitel lehnte diesen Antrag ab, weil Joachim Adrian im Jahre 1653 sich auf eigene Gefahr in den Besitz der Präbende gebracht hatte. So heiratete er Margaretha Elisabeth Sibylla von Cobolt zu Tambach.